# Гаврилов, Владимир Семёнович
Владимир Семёнович Гаврилов — советский хозяйственный деятель.

## Биография
Родился в 1913 году в Риге. Член КПСС.
Окончил Московский институт инженеров железнодорожного транспорта.
В 1935—1942 гг. — начальник дистанции пути, начальник службы пути Амурской железной дороги, главный инженер Центрального управления пути и искусственных сооружений НКПС.
В 1942—1951 гг. — начальник Управления путевого хозяйства Наркомата/Министерства путей сообщения СССР.
В 1951—1971 гг. — заместитель министра путей сообщения СССР.
В 1971—1975 гг. — заместитель руководителя советской части Постоянной комиссии СЭВ по транспорту.
Умер в 1975 году в Москве.

## Награды
- Орден Ленина (трижды)
- Орден Трудового Красного Знамени
- Орден Красной Звезды
- Орден Знак Почёта

## Оценки
Из <…> руководителей путейского главка необходимо особо отметить заслуги работавших в единой плодотворной связке с 1951 по 1975 гг. Владимира Семеновича Гаврилова и Анатолия Федоровича Подпалого. Благодаря заслугам этих руководителей путевого хозяйства, а также ученых-путейцев <…> была разработана, утверждена на государственном уровне и реализована программа оснащения путевого хозяйства современными путевыми машинами и механизмами, позволившая резко повысить производительность труда и качество работ при ремонте пути и его текущем содержании.